# Abusir papyri

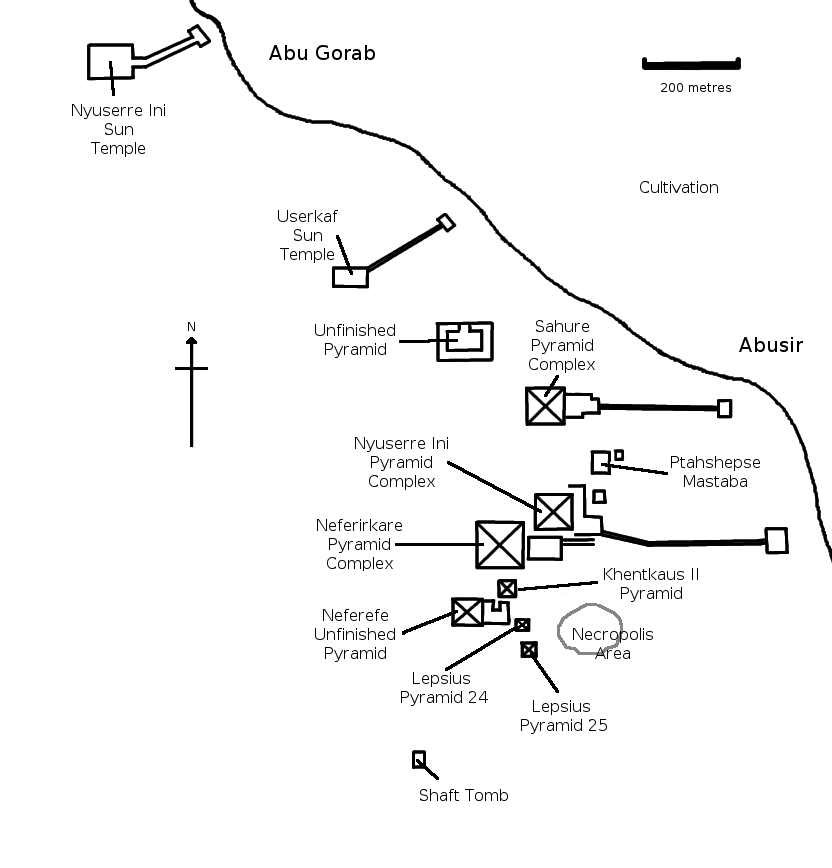
Översikt över Abusir papyris olika fyndplatser kring Abusir necropolis

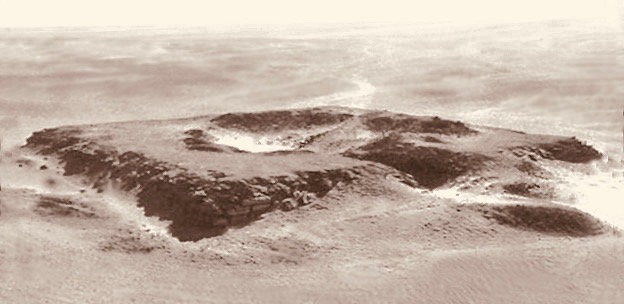
Neferefres ofullbordade gravmonument vid Abusir

Abusir papyri är det hittills största papyrusfynd från det Gamla riket i Forntida Egypten  . Det är en större samling där de första papyri upptäcktes år 1893 vid Abu Gorab nära Abusir i norra Egypten. Dessa fynd dateras till cirka 2400-talet f. Kr. under Egyptens femte dynasti vilket placerar dem - trots deras fragmenterade tillstånd - även bland de äldsta bevarade papyri över huvud taget . Senare upptäcktes ytterligare ett stort antal manuskript i området.

## Manuskripten
Abusir papyri anses vara de mest betydelsefyllda manuskriptfynden från det Gamla riket. De innehåller detaljerad information om driften av kungliga tempel och gravmonument med bland annat prästerna tjänstgöringsschema, listor över gåvor, inventarielistor, anteckningar om dagliga offergåvor till två soltempel vid Abu Gorab norr om Abusir, korrespondens och olika utfärdade licencer     . Manuskriptfragmenten har två olika skrifter.
Inledningen är skriven med hieroglyfer och börjar med ett datum (datum vid denna tid baserades efter antalet genomförda boskapsräkningar, i regel genomfördes en räkning vartannat år) som hänvisar till farao Djedkare Isesis regeringsperiod vilket därmed daterar manuskriptet till slutet av den femte dynastin .
Papyrusarken är skrivna i kolumner uppdelade på tre horisontella listor  .
- den första listan innehåller datum och namnen på templets föreståndare
- den andra listan innehåller namn och platser på gåvomottagare
- den tredje listan innehåller uppgifter om levererade köttstycken, denna del är dock till stora delar förstörd

Den hieratiska skriften redogör för tilldelningen av olika sädesslag .

## Historia
De första Abusir papyri upptäcktes redan år 1893  under osanktionerade utgrävningar kring Abusir. Dessa ark innehöll hänvisningar till farao Neferirkara Kakai och såldes på den svarta marknaden till såväl olika egyptologer  och museer . Den tyske egyptologen Ludwig Borchardt identifierade senare fyndplatsen till området kring farao Neferirkara gravmonument. Teorin bekräftades när Borchardt senare under fortsatta utgrävningar upptäckte ytterligare papyrusfragment  .
Utifrån informationen i de första Abusir papyri kunde tjeckiska arkeologer under ledning av Miroslav Verner i mitten på 1970-talet upptäcka farao  Neferefras gravmonument där man hittade ytterligare cirka 2 000 papyrusfragment   . Dessa återfanns i förrådsutrymmen i byggnadens nordvästra del. Det finns spår att arken ursprungligen var snörda med läderband och förvarades i trälådor .
Under fortsatta utgrävningar hittade man senare ytterligare papyrusark vid farao Khentkaus gravmonument  .
Förutom de omfattande utgrävningar som genomförs av Tjeckiska Institutet för Egyptologi från Karlsuniversitetet  sedan 1970-talet startade även ett team från Institute of Egyptology från Wasedauniversitetet i september 1990 utgrävningar i området  .